# RaiPlay Yoyo
RaiPlay Yoyo è una piattaforma streaming offerta dalla Rai dedicata ai bambini tra i 2 e gli 8 anni accessibile tramite sito e app.
La piattaforma viene gestita dalla struttura Rai Kids.

## Storia
Il 13 aprile 2018, RaiPlay Yoyo viene presentata dalla Rai durante la manifestazione Cartoons on the Bay. Lo stesso giorno viene resa disponibile l'app su Android e iOS e il sito web.

## Contenuti
All'interno della piattaforma sono presenti esclusivamente i contenuti del canale Rai Yoyo, il canale Rai dedicato ai bambini della fascia d'età tra i 2 e gli 8 anni.
Le dirette e i contenuti on demand sono fruibili anche senza bisogno di registrazione, che è però necessaria per accedere alle funzioni di personalizzazione dell’offerta e alle impostazioni di sicurezza. Una volta registrati sarà possibile creare un profilo bambini, scaricare le puntate e salvare i programmi preferiti. L'app permette anche di controllare i tempi di utilizzo e la cronologia dei contenuti. La piattaforma è completamente priva di pubblicità.